# Tossal del Miqueló
El Tossal del Miqueló és una muntanya de 313 metres que es troba al municipi de Puiggròs, a la comarca catalana de les Garrigues.